# Dopamina (canción)
«Dopamina» es una canción de la cantante mexicana Belinda, segundo sencillo de su tercer álbum de estudio Carpe Diem, lanzado el 23 de marzo de 2010.

## Información
La canción fue escrita por la cantante Belinda, junto a su padre Nacho Peregrín, Daniel Barkman y Jörgen Ringqvist, quien también colaboró en las canciones Wacko y Maldita Suerte.
Belinda mencionó a través de su cuenta de Twitter que en un principio no sabía si ponerle de título Dopamina o Carpe Diem, pero terminó por elegir el primero.